# Stormyrtjärnen (Burträsks socken, Västerbotten, 717869-168975)
Stormyrtjärnen är en sjö i Skellefteå kommun i Västerbotten och ingår i Rickleåns huvudavrinningsområde.